# Гориньград Другий
Гориньгра́д Другий — село в Україні, у Рівненському районі Рівненської області. Належить до Білокриницької сільської громади Рівненського району Рівненської області. Воно розкинулось на пагорбах і в долинах на північ за 5 км від транспортної магістралі державного значення — автомобільної траси Київ–Львів–Чоп. Село займає значну територію (площа — 0,71 км²), є чимало будівель (господарств) хутірського типу. Населення села — 298 осіб.

## Історія села

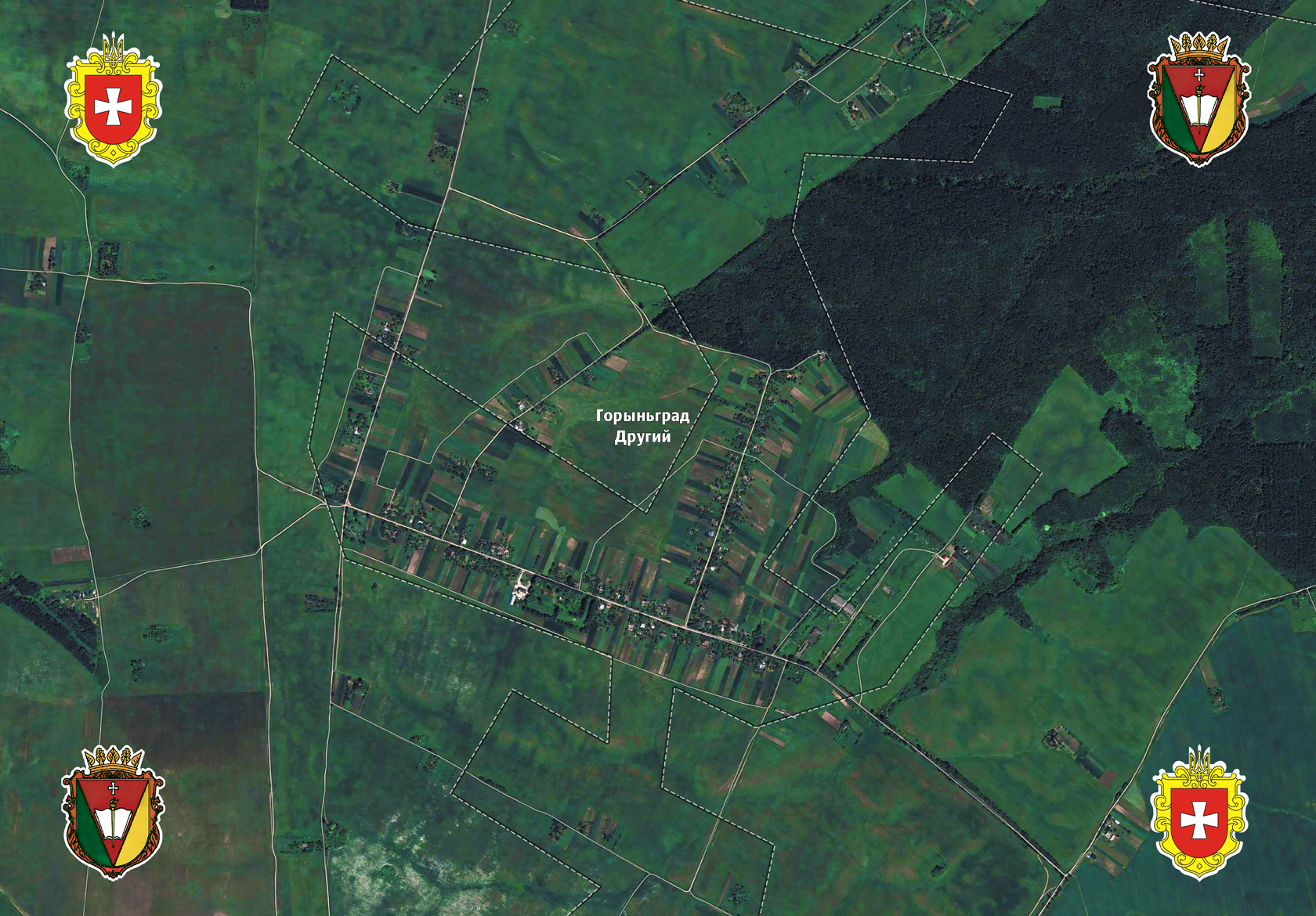
Сучасна карта із зазначеням села Гориньград Другий

Гориньград Другий заснували польські і чеські колоністи на початку XIX століття. На той час осада мала понад 40 дворів, розміщених при своїх земельних наділах до 20 га. Тепер тут проживають переважно українці з околишніх місцевостей, а колишні колоністи виїхали на історичну Батьківщину..
Згідно досліджень авторів книги «Село моє — душа моя: літопис сіл Гориньград-І та Гориньград-ІІ Рівненського району Рівненської області. Історія. Факти. Сучасність», Василя Грицака і Оксани Сичик, Гориньград-ІІ засновано на початку ХХ століття, коли населений пункт перебував у складі Російської імперії. У зв'язку із проведенням в Росії столипінської аграрної (земельної) реформи (1906–1911 рр.) близько двох десятків сімей містечка Гориньград переселились на захід і північний захід від мішаного лісу й отримали суцільні земельні наділи. Так виникло село хутірського типу, яке назвали Гориньград-ІІ. Щоправда, є й інша, народна назва села — Заліс, а жителів села й досі називають залісчани. Офіційно село називали Гориньград-Заліська аж до 1944 р.

### Гориньград Другий під владоюПольщітаУРСР
Кількісне збільшення населення села пов'язане із земельною реформою, яку провела Польща на початку 30-х років ХХ ст., так званою комасацією земель. Великі земельні ділянки ще під час загарбання України, 1921 року, були надані у власність польським офіцерам-осадникам. За років Польщі діти жителів села здобували освіту у двокласній початковій школі. У селі активно діяли члени осередку «Просвіта» сусіднього міста Гориньград. Вони не тільки розповсюджували українську літературу, пресу, а й влаштовували вистави. 1939 року Західну Україну було окуповано СРСР. Після початку окупації в Гориньграді-ІІ зазнали репресій польські землевласники: їхнє майно було конфісковано, а родини вислані на поселення до Сибіру.

### РокиНімецько-радянської війни1941–1945рр.
З червня 1941 р. до лютого 1944 р. нацистські окупанти передали місцеві землі новоствореному господарству, у якому безкоштовно працювали місцеві селяни, щоб постачати в Третій рейх продовольство. У місцевих жителів окупанти вилучали яйця, сало, збіжжя тощо. Німці створили тваринницьку ферму. Краяни стають активними учасниками опору нацистській окупації. За більшовицького режиму загинуло 23 особи, за часів німецької окупації — 11 осіб, 4 особи загинуло за нез'ясованих обставин, 11 — репресовано.
На початку лютого 1944 року село було окупованее радянськими військами. У березні 1944 року проведено насильницьку мобілізацію чоловіків віком 18-50 років. З фронту не повернулись 32 жителі села.

### Післявоєнні роки
З 1949 р. до 1959 р. у селі діяла Гориньградська-ІІ сільська рада, яка у зв'язку з ліквідацією Тучинського району була ліквідована і приєднана до Гориньградської-І сільської ради. У січні 1950 року в селі було створено колгосп імені Горського, до якого увійшли 22 господарства зі 193. Першим головою колгоспу обрано Шевчука Карпа Івановича, а з квітня 1950 року — Маленького Миколу Івановича. На кінець 1950 року в колгоспі було вже 94 двори, 300 колгоспників (136 чоловіків, 180 жінок, 51 непрацездатних і старих, 33 підлітки (12–16 років). Проживали в селі, але не були членами колгоспу 77 осіб. У кінці 60-х рр. ХХ ст. село електрифікували, а впродовж 1978—1979 рр. збудували шосейну дорогу. У селі діяла також семирічна школа (з 1951 року)
1959 році, у результаті нових адміністративних змін, Гориньград Другий увійшов до Рівненського району. Згодом разом із іншими селами Шубківим, Котовом, Гориньградом Першим і Рисв'янкою об'єднуються у колгосп ім. Мічуріна, на базі якого створено Рівненську обласну сільськогосподарську станцію з центральною садибою у Шубкові.

### За часів незалежноїУкраїни

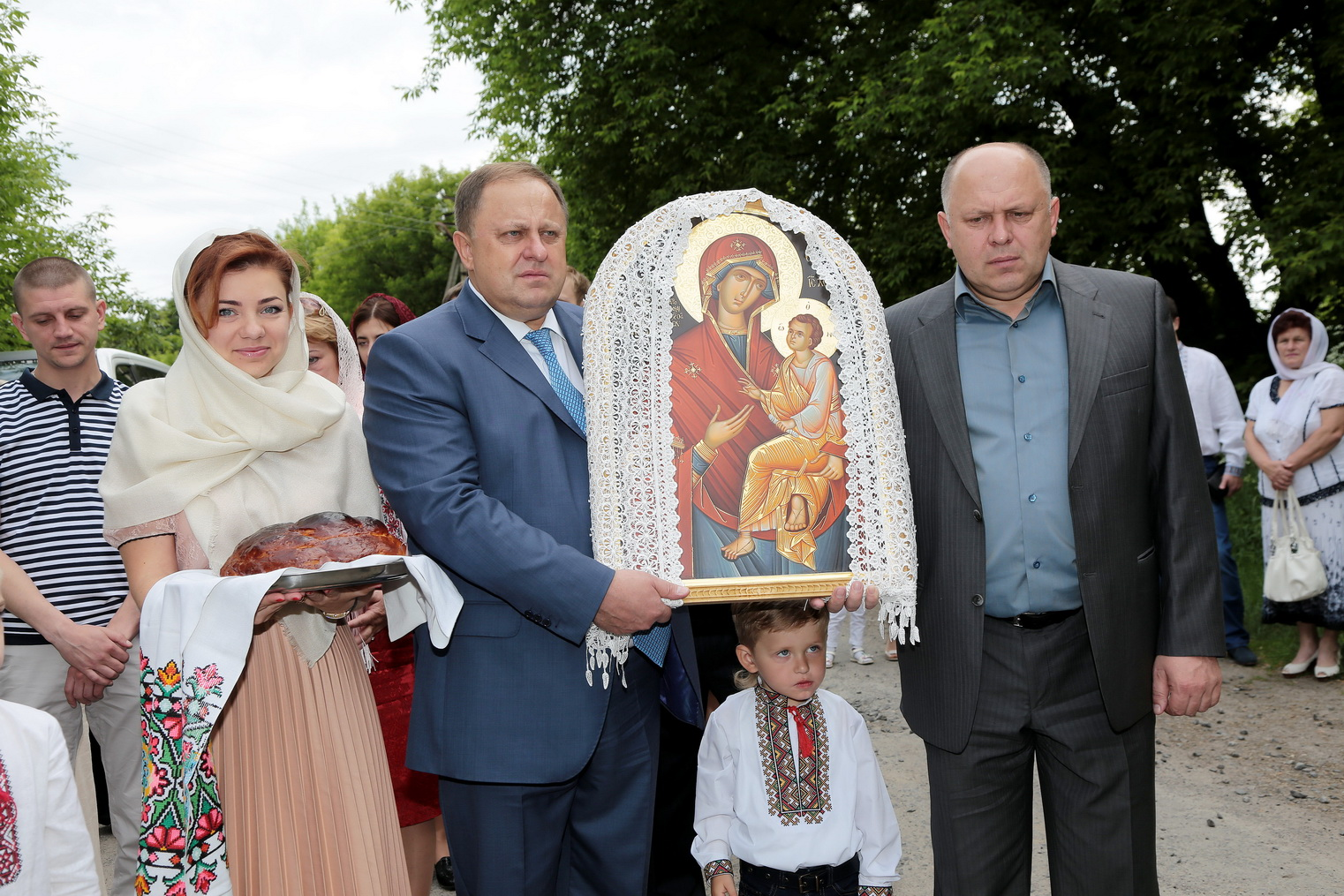
Ктитори Свято-Троїцького храму УПЦ МП с. Гориньград-І Василь і Віталій Грицаки з Іконою Божої Матері «Скоропослушниця» с гори Афон

Після радянських часів минулого століття, село поступово почало занепадати, особливо у 80–90-ті рр. ХХ ст., після 2000-х село відроджується, спостерігається покращення соціально-побутових умов. В 2005—2010 рр. було закуплено спортінвентар та відремонтовано школи в с. Гориньград-ІІ та с. Рисвянка, виділено кошти на газифікацію села. Розвивається в селі підприємництво. З 1994 року тут діє компанія «Ольвія», де виготовляють вироби з бетону й металу. У селі діють початкова школа, продуктовий магазин, медичний пункт та сучасний клуб.

### Відомі особи
- Грицак Василь Миколайович (нар. 17 лютого 1961) — екс-заступник голови Міграційної служби України, нардеп V і VI скликань партія "Регіонів", генерал-лейтенант міліції, кандидат юридичних наук, доцент, Державний службовець першого рангу, Заслужений економіст України, Лауреат Державної премії в галузі науки і техніки. Учасник бойових дій, нагороджений відзнакою Президента України — «Захиснику Вітчизни».
- Грицак Віталій Миколайович (нар. 11 липня 1964) — генерал-майор міліції, Депутат Рівненської обласної ради, партія "Регіонів" (2010—2015 рр.), заступник голови Рівненської обласної організації Української спілки ветеранів Афганістану. Учасник бойових дій, нагороджений Орденом Богдана Хмельницького ІІІ ступеня, медаллю «За бойові заслуги», Почесною грамотою Верховної Ради СРСР, медаллю «Захиснику Вітчизни» й іншими державними нагородами.
- Чернець Василь Гнатович (нар. 27 червня 1946) — ректор Національної академії керівних кадрів культури і мистецтв. Доктор філософії (ЮНЕСКО, 1993 р.), професор (1992 р.), Заслужений працівник освіти України (2001 р.), член колегії Міністерства культури і туризму України, лауреат Державної премії в галузі науки і техніки (2005 р.), дійсний член УАН, академік АН Вищої школи України, член Спілки журналістів України[4].

## Фотогалерея

Село Гориньград Другий. Історія та сучасні фото
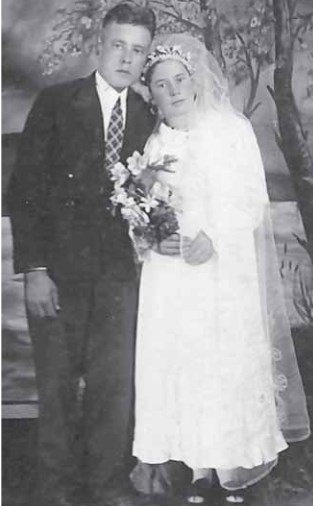
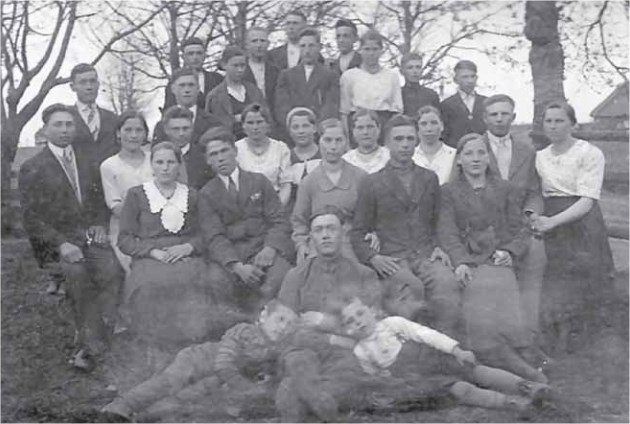
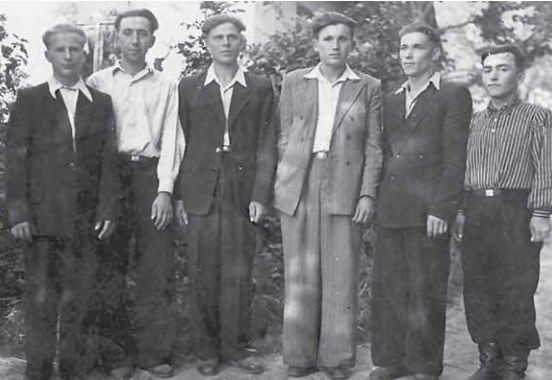
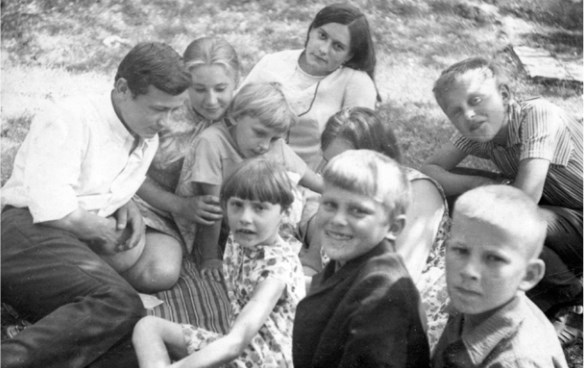
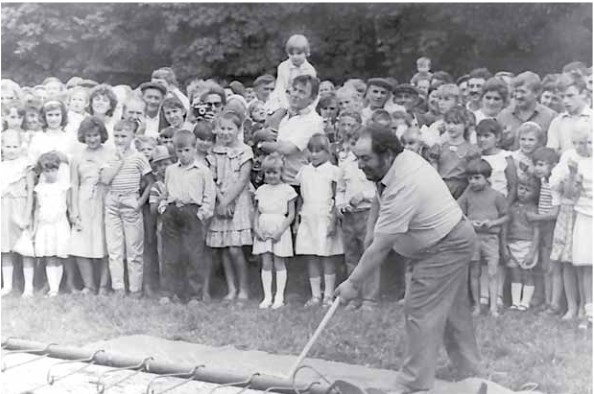
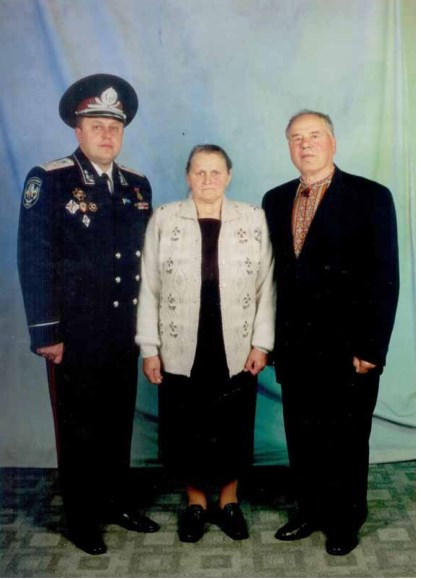
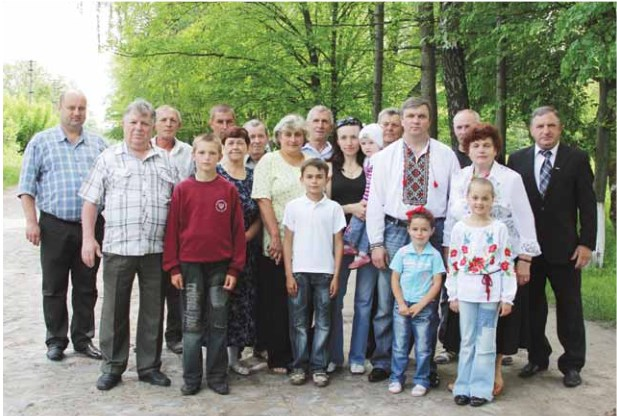
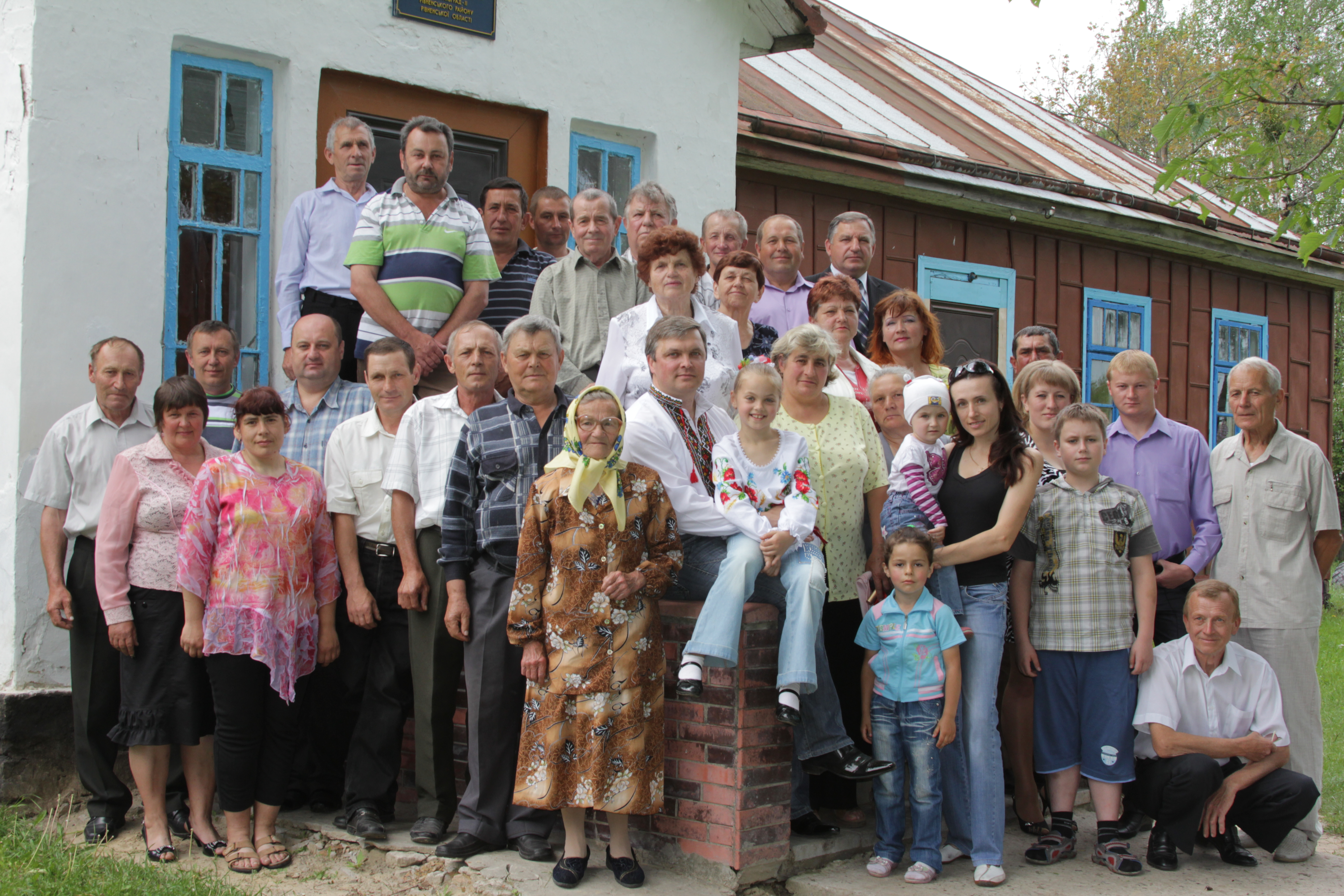
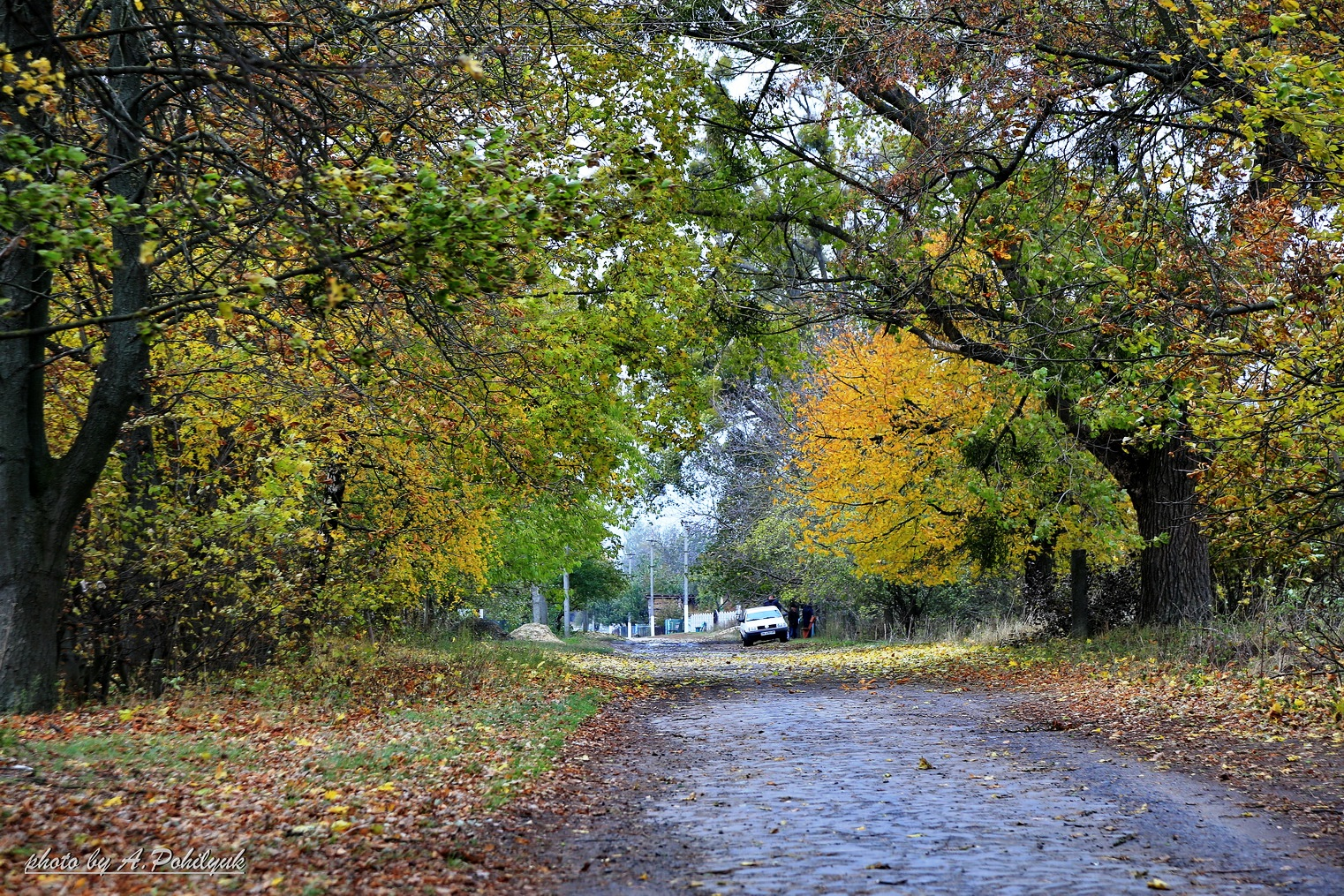
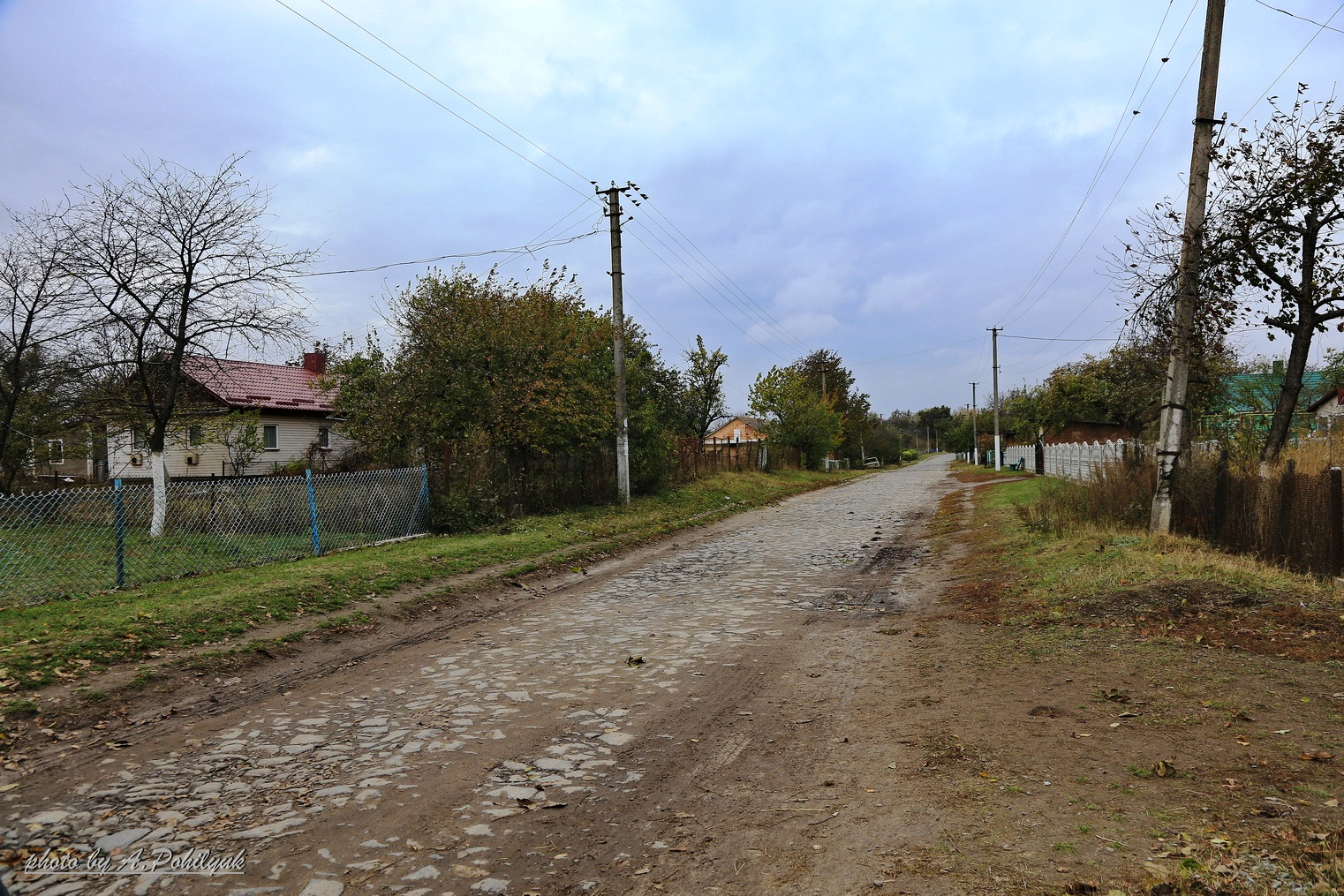
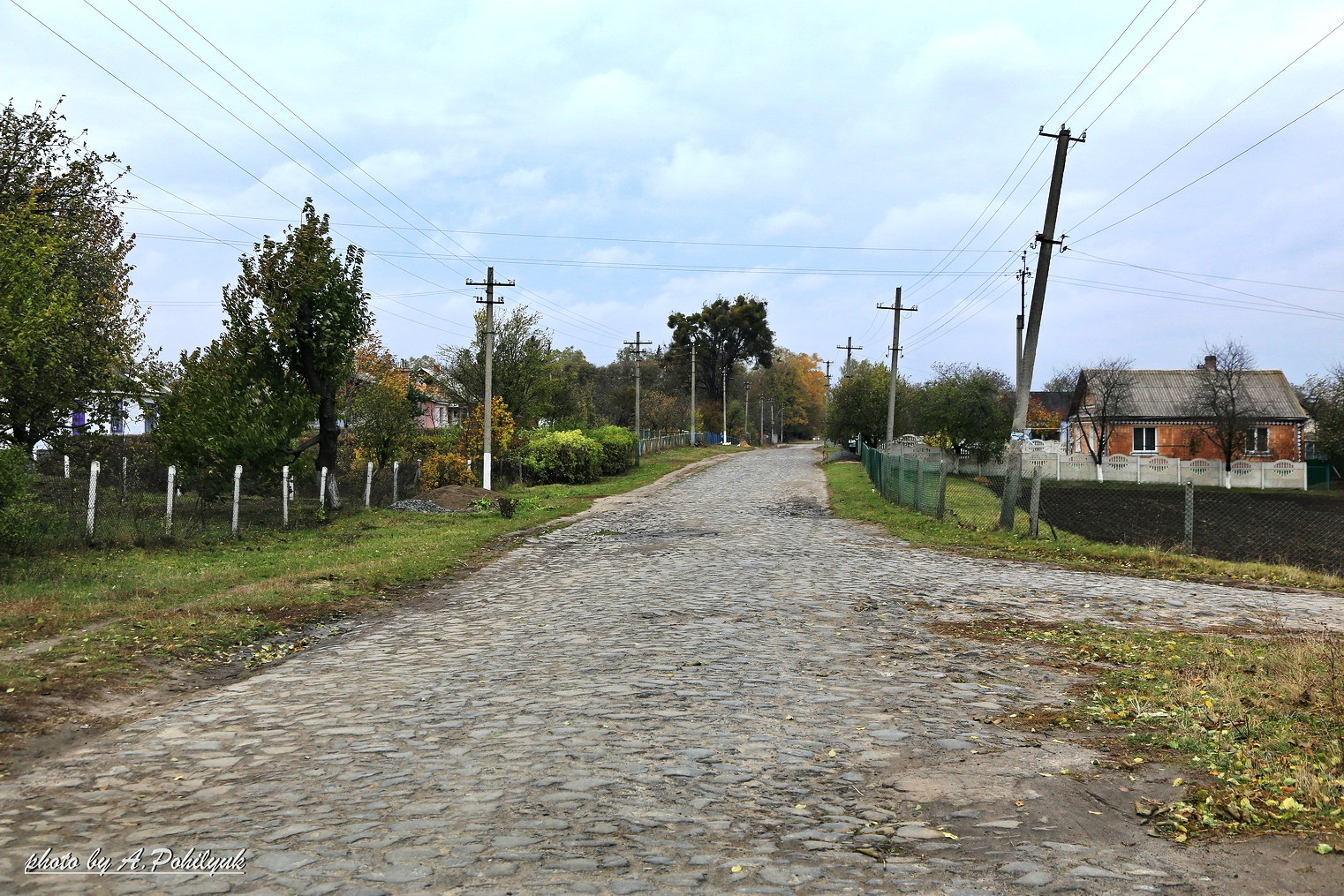
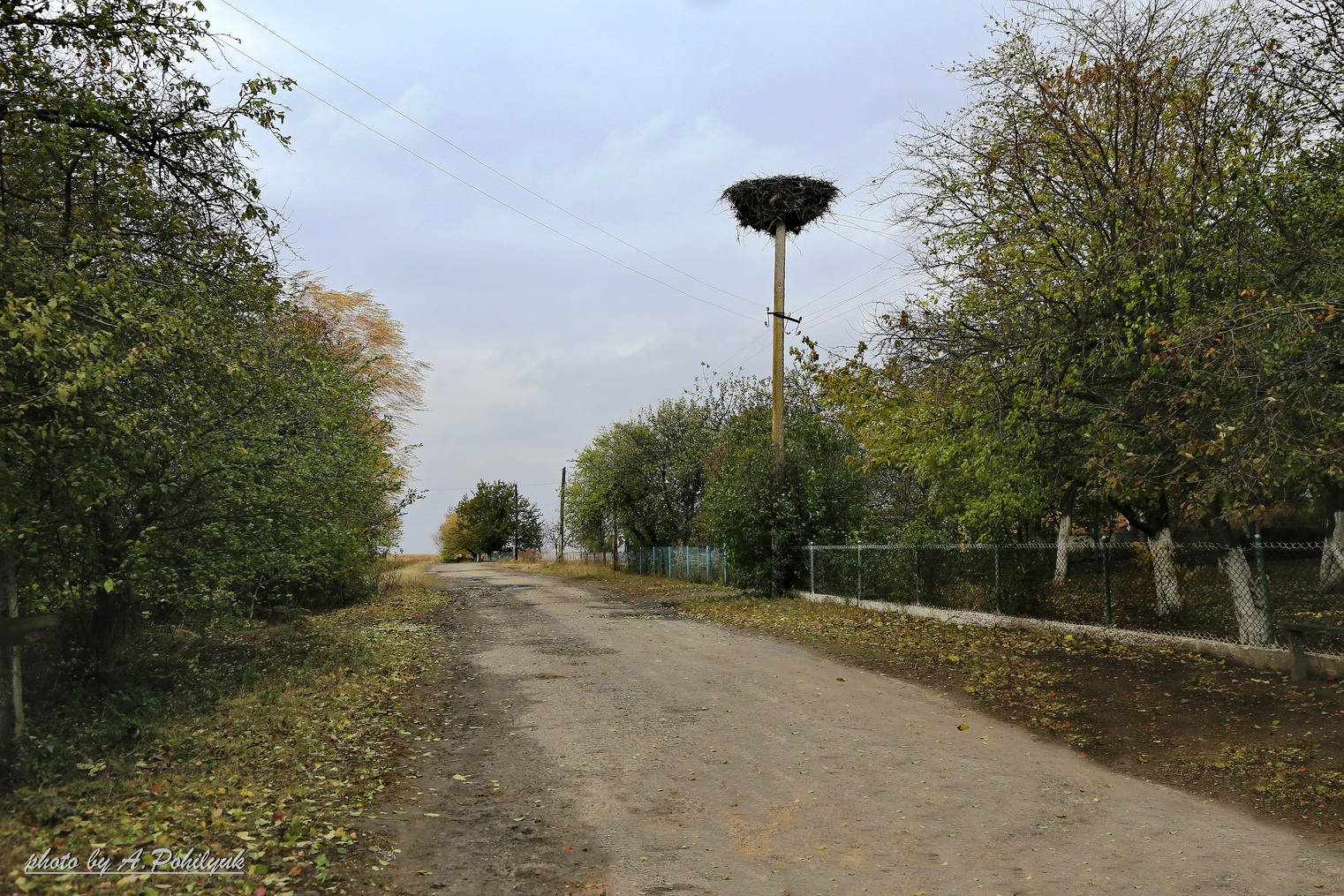
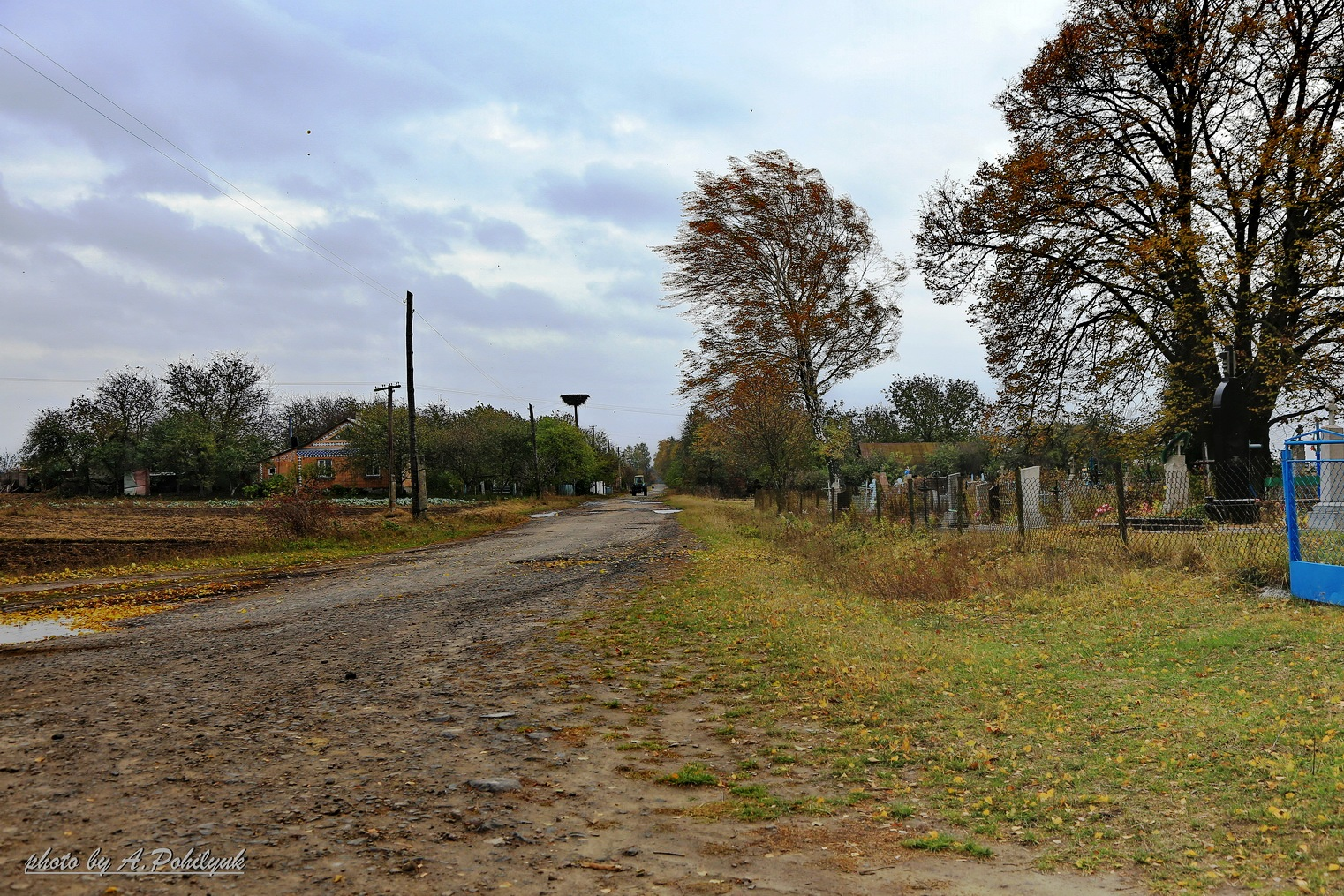